# Dave Halliday
David „Dave“ Halliday (* 11. Dezember 1901 in Dumfries; † 5. Januar 1970) war ein schottischer Fußballspieler. Er gehört zu den weniger als 30 Spielern, die in den ersten 125 Jahren der englischen Meisterschaft in der höchsten Spielklasse mindestens 200 Tore erzielt haben.

## Sportlicher Werdegang
Halliday begann seine Karriere parallel zu seiner hauptberuflichen Tätigkeit beim Autobauer Arrol-Johnston in dessen Werksteam, das in Queen of the South aufging. Zwischenzeitlich hatte er auch beim Amateurklub Tayleurians FC gespielt. Über ein kurzes Engagement beim FC St. Mirren kam er 1921 zum FC Dundee. Hatte er zuvor vor allem auf dem linken Flügel gespielt, konnte er sich bei seinem neuen Klub nicht gegen den schottischen Nationalspieler Alex Troup durchsetzen und wurde daher von Sandy MacFarlane nach einigen Anlaufschwierigkeiten auf der Mittelstürmerposition aufgestellt. In der Division One avancierte er in der Folge zum regelmäßigen Torschützen, in der Spielzeit 1923/24 gewann er mit 38 Toren in 36 Saisonspielen den schottischen Torschützenkönigstitel. Im Pokalwettbewerb 1924/25 erreichte er mit der Mannschaft das Endspiel, bei der 1:2-Endspielniederlage gegen Celtic Glasgow erzielte Sturmpartner David McLean bei Gegentreffern von Patsy Gallacher und Jimmy McGrory den Ehrentreffer.
1925 wechselte Halliday nach 90 Toren in 126 Ligaspielen für den FC Dundee nach England, wo er sich dem AFC Sunderland anschloss. Hier beerbte er den zum FC Arsenal zurückgekehrten Charlie Buchan und erwies sich als adäquater Ersatz – er benötigte 101 Ligaspiele bis zum 100. Erstligatreffer, damit wurde er zum Spieler, der am schnellsten diese Marke erreichte. In der Spielzeit 1928/29 wurde er mit 43 Treffern Torschützenkönig und damit nach seinem vormaligen Mitspieler McLean der zweite Spieler, der in England und Schottland die Torschützenkönigskrone holte. In seinen vier Spielzeiten beim Klub erreichte er jeweils mindestens 30 Saisontore, dennoch blieb ihm ein Titelgewinn verwehrt. Nach 156 Toren in 166 Meisterschaftsspielen verließ er den Klub.
Im Herbst 1929 holte Herbert Chapman Halliday zum FC Arsenal, der nach einem schwachen Saisonstart Jack Lambert ersetzen sollte. Halliday lief jedoch ebenso seiner Form hinterher, in der Folge setzte Chapman wieder auf Lambert als Sturmspitze. Dieser führte letztlich die Mannschaft als regelmäßiger Torschütze ins Endspiel um den FA Cup 1929/30 und dort als Torschütze neben Alex James beim 2:0-Finalsieg über Huddersfield Town zum Titelgewinn. Anschließend weiterhin nur Ergänzungsspieler zig Halliday im November 1930 zum Aufsteiger Manchester City weiter, bei dem er wieder regelmäßiger spielte und traf. Im Pokalwettbewerb 1931/32 erreichte er mit der Mannschaft das Halbfinale, in dem sie gegen seinen Ex-Klub FC Arsenal ausschied. Nachdem Klubsekretär Wilf Wild im Sommer 1932 parallel den Trainerposten übernommen hatte, rückte Halliday hinter Fred Tilson ins zweite Glied. Nachdem sich dieser kurz vor Saisonende verletzt hatte, verschob Wild Alec Herd vom Außenstürmer auf die Mittelstürmerposition. Dieser lief auch im Endspiel um den FA Cup 1932/33 auf, das der FC Everton mit einem 3:0-Erfolg für sich entschied.
Im Dezember 1933 wechselte Halliday zu Clapton Orient, später ließ er bei Yeovil & Petters United im Non-League football seine Karriere ausklingen.
Halliday blieb ein Länderspieleinsatz in der schottischen Nationalmannschaft verwehrt, der knapp zwei Jahre jüngere Hughie Gallacher hatte sich nach seinem Debüt am 1. März 1924 als Stammspieler auf der Mittelstürmerposition etabliert. Mitte März 1924 bestritt Halliday ein Spiel für die Auswahlmannschaft des Ligaverbands Scottish Football League gegen die Auswahlmannschaft des englischen Ligaverbands English Football League im Ibrox Park, das ohne Treffer des Mittelstürmers 1:1-Unentschieden endete.
Zwischen 1937 und 1995 trainierte Halliday den FC Aberdeen, mit dem er den schottischen Meistertitel gewann. Anschließend war er drei Jahre für Leicester City tätig. Später war er für den Klub als Scout im schottischen Fußball tätig.
Sein Bruder Billy Halliday war ebenfalls Fußballprofi in Schottland und England.